# Arthur J. Rees
Pour les articles homonymes, voir Rees.
Arthur J. Rees, né le 23 septembre 1872 à Melbourne, Australie, et mort le 22 novembre 1942 à Worthing, dans le Sussex de l’Ouest, en Angleterre, est un auteur australien de roman policier et de romans d’aventures.

## Biographie
Né dans la banlieue de St. Kilda à Melbourne, en Australie, il devient reporter pour un journal de sa ville natale avant de migrer en Nouvelle-Zélande pour se joindre à l’équipe du New Zealand Herald. Correspondant du London Times pendant la Première Guerre mondiale, il s’installe définitivement à Londres au début des années 1920 et rédige des articles sur une base régulière pour le Evening Standard. Marié, il perd son épouse en 1939. Il vit une partie de sa vie à Worthing, dans le Sussex de l’Ouest, où il meurt en 1942.
Dès 1913, il amorce une carrière en littérature par la publication d’un roman d’aventures, The Merry Marauders, avant de se lancer dans le roman policier avec deux titres écrits en collaboration avec John Rea Watson, et ayant pour héros l’inspecteur Crewe.  
Seul, il signe ensuite plusieurs séries policières. David Colwyn, un détective privé anglo-américain, est le héros de récits policiers qui versent dans le récit d’horreur, comme The Shrieking Pit (1919), un roman qui se déroule dans un petit port isolé du Norfolk.  
Les huit enquêtes de l’inspecteur Luckraft de Scotland Yard adoptent le registre plus convenu du whodunit classique.  Dans Simon of Hangletree (1926), Luckraft croise le personnage de Colwin Grey, héros lui-même de deux romans et d’un recueil de dix nouvelles.

## Œuvre

### Romans

#### Série policièreInspecteur Crewe
- The Hampstead Mystery (1916), en collaboration avec John Rea Watson
- The Mystery of the Downs (1918), en collaboration avec John Rea Watson

#### Série policièreDavid Colwyn
- The Shrieking Pit (1919)
- The Hand in the Dark (1920)

#### Série policièreInspecteur Luckraft
- Island of Destiny (1923)
- Simon of Hangletree (1926), le personnage de Colwin Grey fait une apparition dans ce roman.
- The Pavilion by the Lake (1930)
- The Tragedy of Twelvetrees (1931) Publié en français sous le titre Le Cri de la chouette, Paris, Librairie des Champs-Élysées, Le Masque no 254, 1938
- The River Mystery (1932)
- Aldringham's Last Chance (1933)
- The Corpse That Travelled (1938)
- The Single Clue (1940)

#### Série policièreColwin Grey
- The Threshold of Fear (1925)
- Greymarsh (1927)

#### Autres romans
- The Merry Marauders (1913)
- The Moon Rock (1922) Publié en français sous le titre Le Rocher de la lune, Paris, Hachette, coll. Les Meilleurs Romans étrangers, 1934
- Cup of Silence (1924)
- The Unquenchable Flame (1926)
- The Finger of Death (1926)
- Love Me Anise (1928)
- The Brink (1931)
- The Swaying Rock (1931)
- Peak House ou Mystery at Peak House (1933)
- The Flying Argosy (1934)

### Recueil de nouvelles
- The Investigations of Colwin Grey (1932)

### Autre publication
- Old Sussex and Her Diarists (1929)

### Titre français
- L'Ancre d'or, Paris, Éditions des Loisirs, 1946 (The Shrieking Pit 1919)

## Sources
- Jacques Baudou et Jean-Jacques Schleret, Le Vrai Visage du Masque, vol. 1, Paris, Futuropolis, 1984, 476 p. (OCLC 311506692), p. 411.